# Eurypyrene
Eurypyrene is een geslacht van weekdieren uit de klasse van de Gastropoda (slakken).

## Soort
- Eurypyrene ledaluciae (Rios & Tostes, 1981)